# Super Love Song
SUPER LOVE SONG – czterdziesty czwarty singel japońskiego zespołu B’z, wydany 3 października 2007 roku. Osiągnął 1 pozycję w rankingu Oricon i pozostał na liście przez 12 tygodni, sprzedał się w nakładzie 232 772 egzemplarzy. Singel zdobył status platynowej płyty.
Utwór FRICTION został wykorzystany w grze Burnout Dominator.

## Lista utworów
| Nr | Tytuł                      | Czas |
| -- | -------------------------- | ---- |
| 1. | „SUPER LOVE SONG”          | 4:00 |
| 2. | „Kokokara” (jap. ここから) | 4:01 |
| 3. | „FRICTION”                 | 3:06 |

## Muzycy
- Tak Matsumoto: gitara, kompozycja i aranżacja utworów
- Kōshi Inaba: wokal, teksty utworów, aranżacja
- Jeremy Colson: perkusja (#1-2)
- Shane Gaalaas: perkusja (#3)
- Robert Direo: gitara basowa (#1-2)
- Patrick Warren: melotron (#2)
- Akihito Tokunaga: gitara basowa (#3)
- Akira Onozuka: organy (#1), fortepian (#2)
- TAMA MUSIC Strings: instrumenty smyczkowe (#2)
- Daisuke Ikeda: aranżacja
- Terachi Hideyuki: aranżacja (#1-2)

## Notowania
| Lista                        | Pozycja |
| ---------------------------- | ------- |
| Oricon Weekly Singles Chart  | 1       |
| Oricon Monthly Singles Chart | 1       |
| Oricon Yearly Singles Chart  | 19      |